# Sipylus acuticornis
Sipylus acuticornis är en insektsart som beskrevs av William D. Funkhouser. Sipylus acuticornis ingår i släktet Sipylus och familjen hornstritar. Inga underarter finns listade i Catalogue of Life.